# Deroplatys moultoni
Deroplatys moultoni är en bönsyrseart som beskrevs av Giglio-tos 1917. Deroplatys moultoni ingår i släktet Deroplatys och familjen Mantidae. Inga underarter finns listade i Catalogue of Life.